# Ban Khiet Ngong
 (novembre 2016).
Ban Khiet Ngong est un village situé à une quarantaine de kilomètres au sud-est de Champassak dans la province de Champassak, province du sud du Laos, frontalière de la Thaïlande et du Cambodge.
Il est au cœur d'une zone naturelle protégée de 2 400 km2, l'aire protégée de Xe Pian (en).

## Géographie

### Situation
Khiet Ngong se trouve au sud du Plateau des Bolovens et à l'est de la plaine de Xe Khong.

### Géologie, hydrographie
La montagne  Phou Asa se situe dans zone naturelle protégée, refuge d'une grande variété d'oiseaux et d'animaux; elle domine le village de Khiet Ngong.

## Culture locale et patrimoine
Au sommet, on accède à une  enceinte constituée de pierres plates superposées les unes sur les autres. C' est l'un des sites archéologiques du Laos, dont le mystère de  ses origines, reste entier, qui remonte au Xe et XIe siècles. Les Lao le considèrent comme étant l'ancienne forteresse d'un roi de la Province d'Attapeu.

## Tourisme
Les villages de Ban Khiet Ngon et Ban Papho proposent aux visiteurs des visites à dos d'éléphant pour accéder au site archéologique.
Les animaux appartiennent aux villageois mais ils sont placés sous la tutelle de l'organisme de promotion du village. 
Dans le passé ils étaient utilisés pour le débardage des forêts. L’abattage des arbres étant maintenant interdit la reconversion s’est opérée avec le développement du tourisme.

## Galerie

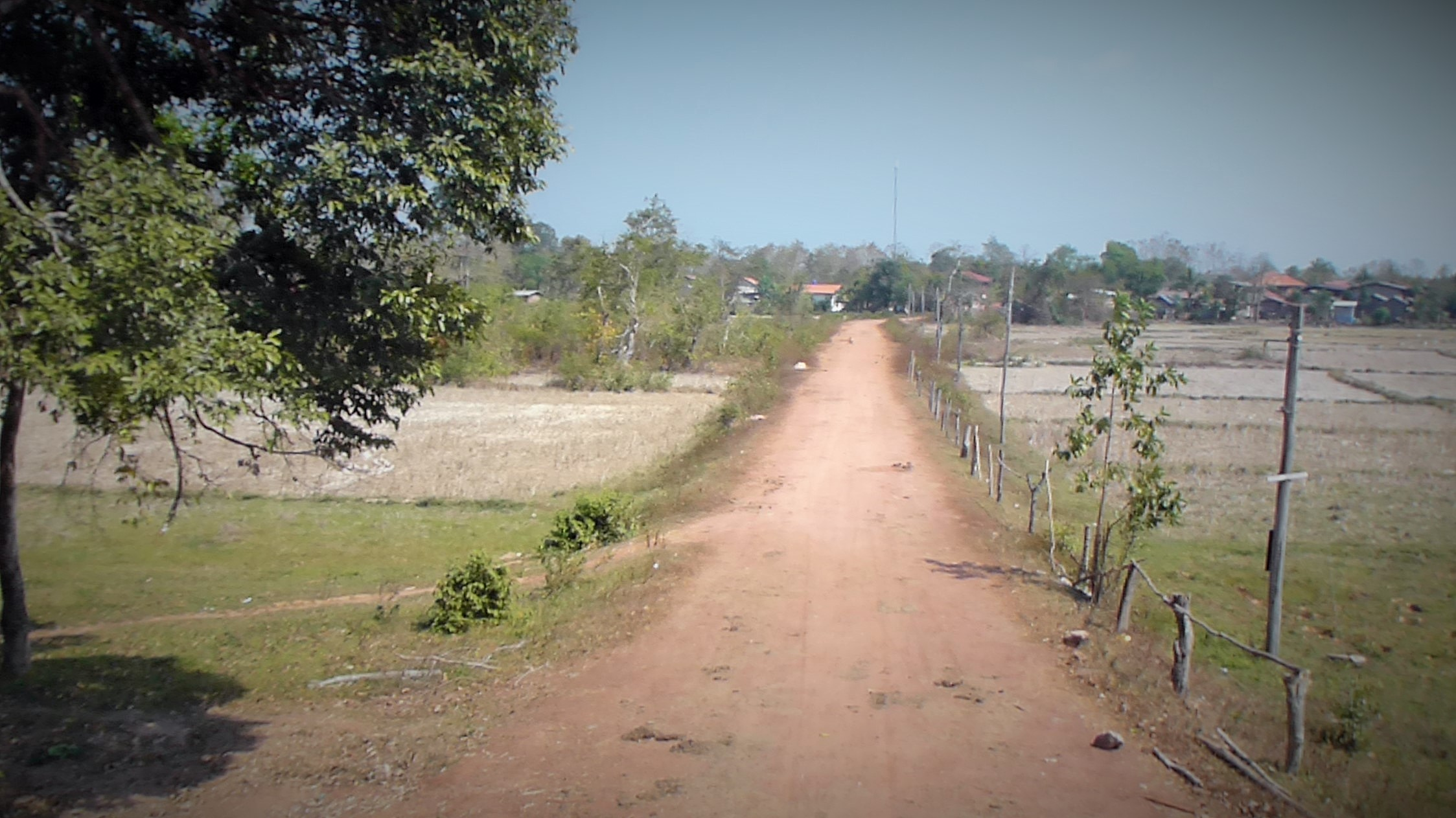
Sur la piste des éléphants...
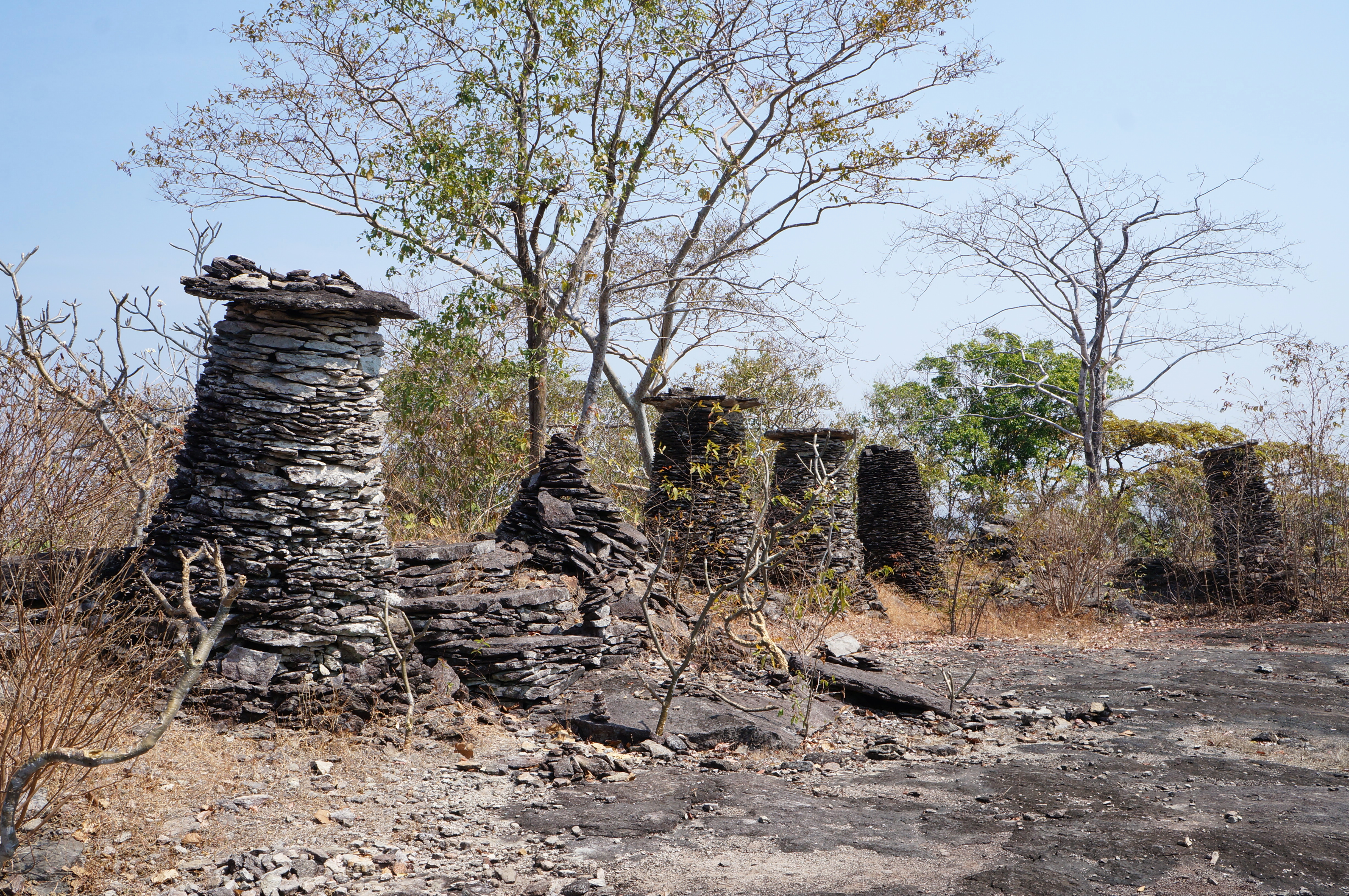
Le sanctuaire de Phou Asa Mountain un des sites archéologiques du Laos.
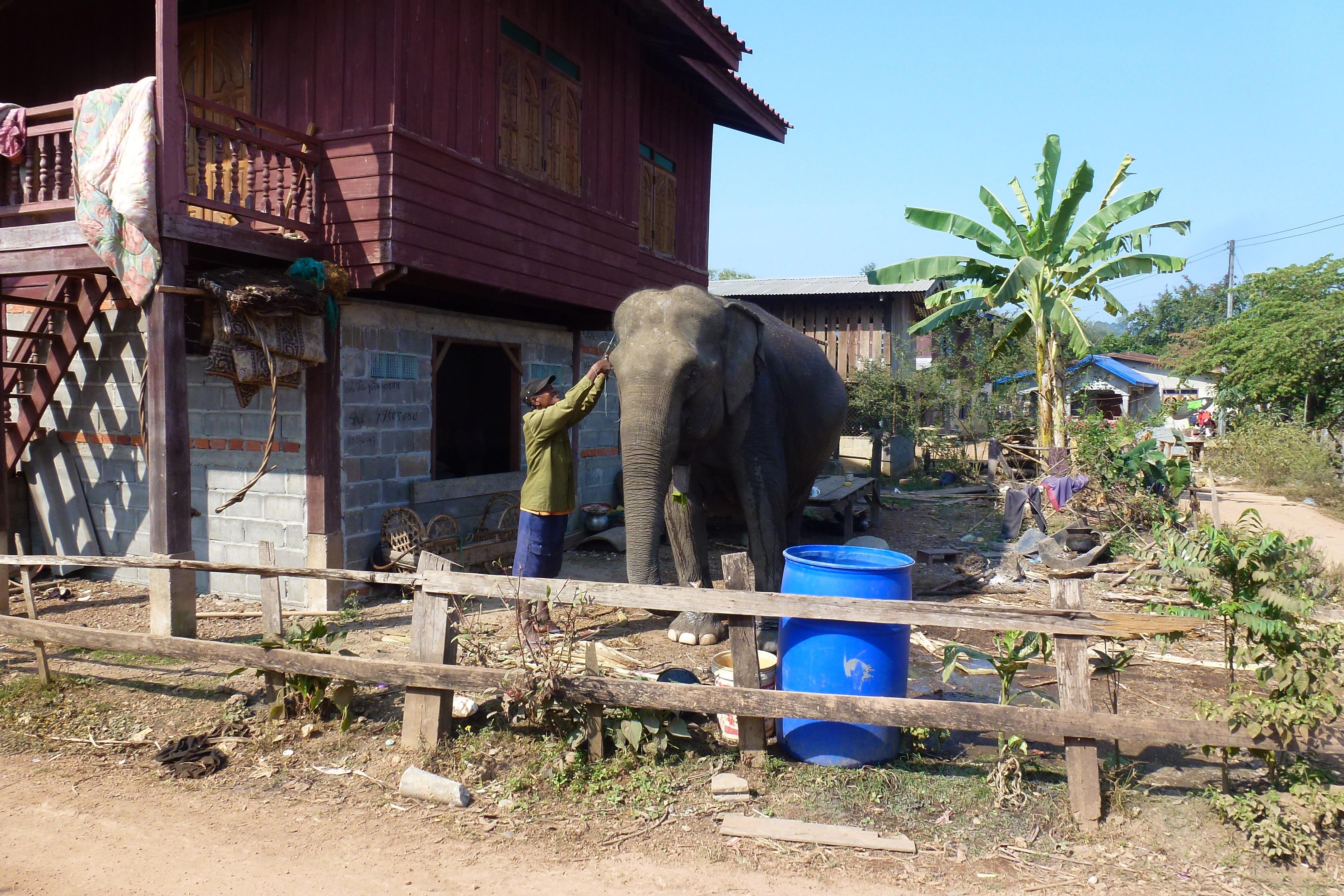
Kiet Ngong, village des éléphants.